# Wojtek Zarzycki
Wojciech „Wojtek“ Zarzycki (* 21. Juni 1982 in Breslau, Polen) ist Fußball-Torhüter und spielt als Profi für Ferencváros Budapest. Er besitzt die polnische und kanadische Staatsbürgerschaft. Sein kanadischer Wohnort ist St. Catharines (Ontario).
Er spielte für den kanadischen Fußballverband in dessen U-17- und U-20-Nationalmannschaft und war Teilnehmer an der U20-Weltmeisterschaft 2001 in Argentinien. Auf Vereinsebene spielte er 2001 im nordamerikanischen College-Sport für das Dartmouth College, zuvor bei der Jugend von Werder Bremen.

## Laufbahn
- 2000 – Werder Bremen (Jugend)[1]
- 2001 – Dartmouth College
- 2002 – Hamilton Thunder (Kanadische Premier Soccer League)
- 2002 – Calgary Storm (mehrere Testeinsätze)[2]
- 2003–2005 – Sydney Crescent Star (Australien, NSW Premier League)[3][4]
- 2006 – Miedź Legnica[5]

Zu Beginn der Saison 2007/08 wechselte er vom polnischen Verein Miedź Legnica nach Budapest, wo er bei Ferencváros die Rückennummer 99 seines Eishockeyidols Wayne Gretzky trägt und zum Wiederaufstieg des renommierten Clubs in die erste Liga beitragen soll.